# Analreflex
Der Analreflex oder Perinealreflex ist ein Fremdreflex und bezeichnet das reflektorische Zusammenziehen des äußeren Afterschließmuskels (Musculus sphincter ani externus) bei Berührung der Haut des Anus oder des benachbarten Dammes (Perineum) beziehungsweise des Versorgungsgebietes des Nervus perinealis superficialis. Der Analreflex ist Kennreflex für die Rückenmarkssegmente S3–S5.
Bei Tieren kommt es darüber hinaus zu einem unwillkürlichen Niederziehen des Schwanzes. Der afferente Schenkel ist der Nervus perinealis superficialis, der efferente der Nervus rectalis caudalis.
Die gleiche Reflexkette wird auch durch Berührung der Peniswurzel bzw. der Vulva ausgelöst, da hier ebenfalls der Nervus perinealis superficialis stimuliert wird. Dies führt auch zu einer Kontraktion des Musculus bulbospongiosus, weshalb dieser Reflex gelegentlich auch als Bulbospongiosusreflex oder, nach dem veralteten Namen des Muskels, auch Bulbocavernosusreflex bezeichnet wird.